# Словацький філармонічний оркестр

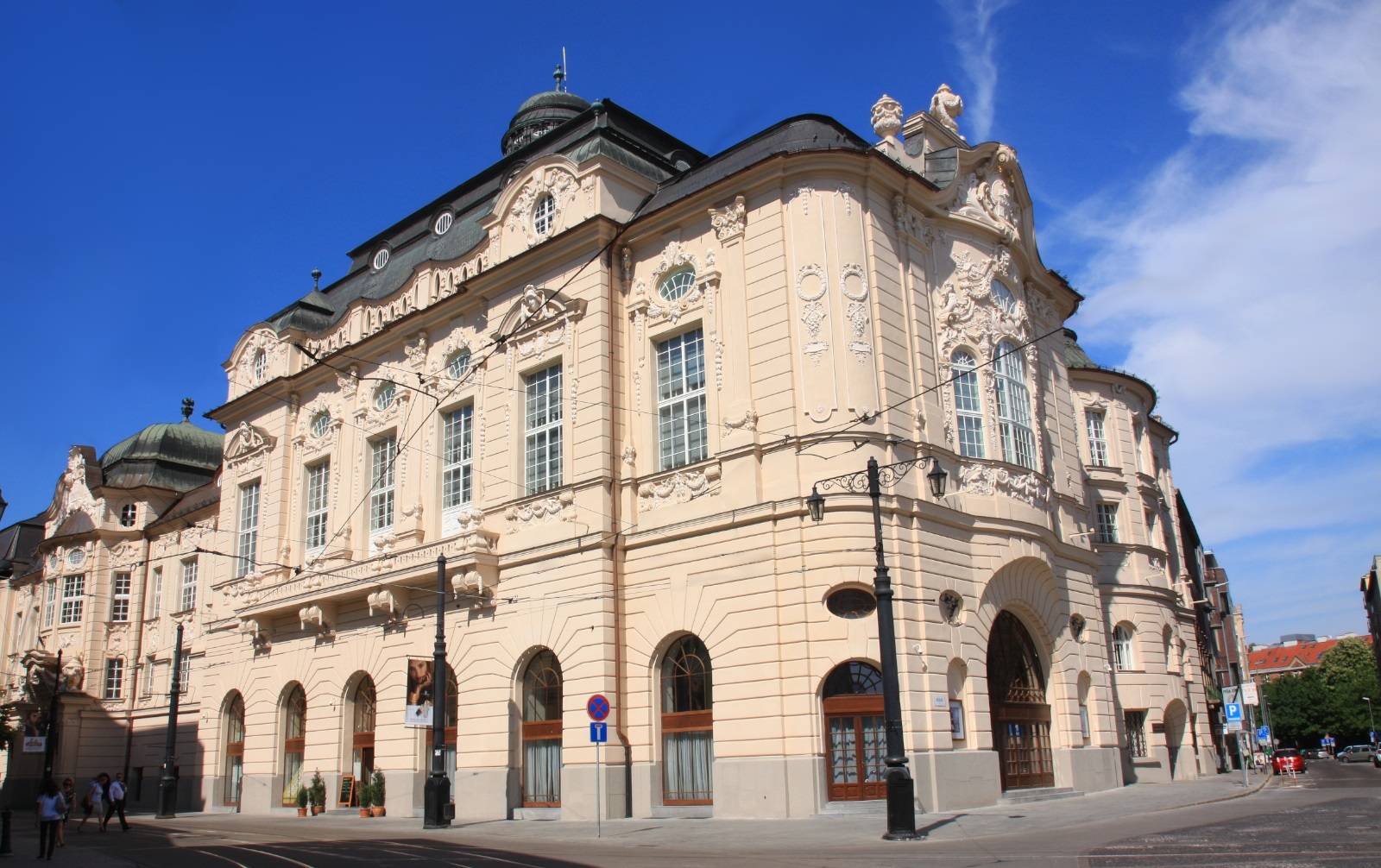

Словацький філармонічний оркестр (словац. Slovenská filharmónia) — симфонічний оркестр, що базується в Братиславі. Заснований в 1949 році Вацлавом Таліхом, з 1950-х років оркестр розміщено у концертному залі Редута, що побудовано у 1773 році.

## Головні диригенти
- 1949—1952 — Вацлав Таліх
- 1949—1952 — Людовит Райтер
- 1952—1953 — Тібор Фреш
- 1953—1976 — Людовит Райтер (диригент в 1961—1976)
- 1961—1981 — Ладіслав Словак
- 1981—1982 — Лібор пішаків
- 1982—1984 — Володимир Вербицький
- 1984—1989 — Бистрик Режуха
- 1990—1991 — Альдо Чеккато
- 1991—2001 — Ондрей Ленард (музичний керівник з 1995)
- 2003—2004 — Іржі Белоглавек (з 2009 — художній керівник)
- 2004—2007 — Володимир Валек
- З 2007 — Петер Феранец